# Conistra bicolor
Conistra bicolor là một loài bướm đêm trong họ Noctuidae.